# スパラグモス

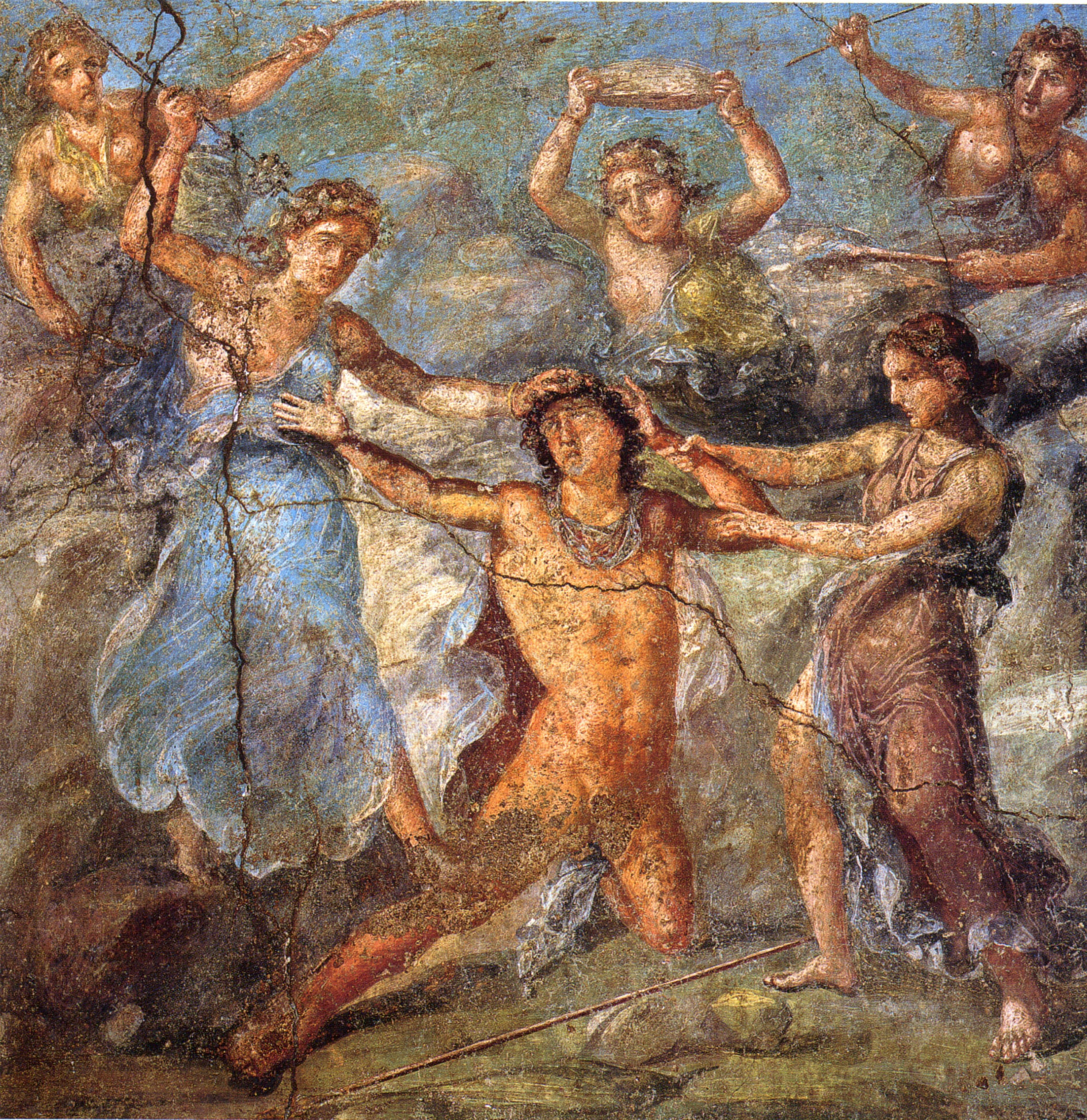
ペンテウスを攻撃するマイナデス (ポンペイ・ヴェッティ邸壁画)

スパラグモス（古代ギリシア語: σπαραγμός、「引きちぎる、ずたずたにする」などの意味をもつ σπαράσσωから）は、ディオニューソスの信徒が行ったといわれる、引き裂きや切り裂きを伴う行動である。
神話や文学作品に表れるディオニューソス信仰の儀式において、人間を含む生きた動物は手足を切断され、生贄に供された。スパラグモスの儀式の後には、オモパギアとよばれる、切断された生贄の肉を生食する儀式が行われることも多かった。これらの儀式はマイナス（複数形はマイナデス）とよばれる、ディオニューソスおよびディオニューソスの秘儀を信仰する女性祭司と関連していた。
スパラグモスの儀式の一例はエウリピデスの悲劇である『バッコスの信女』に表れる。この劇の一場面で、マイナデスを統制するために派遣された衛兵は、彼女らが手ずから牡牛をばらばらにしているところを目撃する。王のペンテウスはディオニューソス信仰を禁じるも、ディオニューソスは彼を森に誘い込み、王を母親アガウエーを含む信女らに八つ裂きにさせた。また、オルペウス教やバッコス教の預言者といわれるオルペウスは、トラキア人の信女に八つ裂きにされて死んだといわれている。
ディオニューソスの信女が動物を八つ裂きにしたり、その生肉を食べる儀式を行ったという伝承は史実ではないと考えられている。しかし、彼女らが行っていた何らかの儀式がこの神話の下敷きになっていると考えられている。